# Blocco del Québec
Il Blocco del Québec (Bloc Québécois, BQ) è un partito politico canadese di orientamento sovranista, socialdemocratico, nazionalista e indipendentista del Québec.
Il BQ è un partito federale, che si presenta cioè alle elezioni per la Camera dei Comuni, il Parlamento canadese. Il programma del BQ prevede il raggiungimento della sovranità per la provincia del Québec. Mantiene stretti legami con il Parti Québécois, dagli anni settanta uno dei partiti più forti nel parlamento provinciale, con il quale condivide la comune matrice socialdemocratica e l'impegno per la sovranità del Québec, anche se i due partiti sono formalmente separati.

## Storia
Il Blocco è nato come una coalizione informale di conservatori progressisti e liberali membri del Parlamento del Québec uniti dal sostegno all'indipendenza della provincia francofona. Suo primo leader fu l'ex ambasciatore del Canada in Francia, e membro del Partito Conservatore Progressista Lucien Bouchard, in segno di protesta contro la mancata entrata in vigore dell'accordo del lago Meech, che avrebbe riconosciuto il Québec come entità distinta all'interno del Canada, riconoscendogli un diritto di veto su molte modifiche alla Costituzione.
Alle elezioni politiche del 1993, il BQ ottenne 54 seggi. Grazie alla divisione dei voti della frammentazione tra Partito Riformatore, Partito Conservatore Progressista e Nuovo Partito Democratico, il BQ divenne il secondo partito della Camera dei Comuni, risultato che gli diede il ruolo di opposizione ufficiale. Nel giugno del 1995 il BQ, il Parti Québécois e l'Azione Democratica del Québec scrissero una comune piattaforma programmatica per il referendum sull'indipendenza del Québec, ma al referendum il NO all'indipendenza vinse per un soffio, con il 50,4% dei voti.
Nel 1996 Bouchard lasciò la leadership del Blocco del Québec per diventare capo del Parti Québécois, mantenendo l'incarico fino al 2001, e i consensi del BQ si ridussero progressivamente. Nelle elezioni federali del 1997, il BQ scese a 44 seggi (perdendo quindi il ruolo di opposizione ufficiale), ma sostenne il governo liberale di Jean Chrétien, anch'egli del Québec. Nelle elezioni del 2000, a causa della buona affermazione dei liberali il BQ scese a 38 seggi nella Camera dei Comuni. In questi anni il BQ si impegnò per la ratifica dell'Accordo di Kyōto, a favore della depenalizzazione dell'uso delle droghe leggere e del riconoscimento dei matrimoni tra persone dello stesso. Nel 2003 il BQ si oppose all'intervento militare in Iraq. Nelle elezioni del Québec dello stesso anno, però, il Parti Québécois, sovranisti vicino al BQ, si vide superare dai federalisti del Partito Liberale del Québec. Nel 2004 uno scandalo riguardante alcuni finanziamenti federali destinati al Québec favorì il buon risultato del BQ alle elezioni federali dello stesso anno. Il BQ, infatti, ottenne ben 54 seggi, scesi a 51 nelle successive elezioni del 2006. Poiché il governo conservatore non aveva una maggioranza stabile in parlamento, il Primo Ministro Stephen Harper cercò i voti del BQ riconoscendo al Québec lo status di "nazione", sia pure nell'ambito di un Canada unitario.
Alle politiche del 2008 BQ ha ottenuto il 9,97% dei voti a livello nazionale, con un calo di appena lo 0,49%, e 50 seggi.
Alle politiche del 2011 BQ ha avuto un vero tracollo ottenendo il 6% dei voti ed appena 4 seggi, a causa dell'improvvisa crescita in Québec del Nuovo Partito Democratico, perdendo quindi la possibilità di formare un gruppo parlamentare. Gilles Duceppe si è quindi dimesso dalla carica di leader del partito. Anche alle successive elezioni del 2015, con 10 seggi ha ottenuto un risultato di molto inferiore a quelli del ventennio precedente.
Gli scarsi risultati del partito nelle elezioni del 2011 e 2015, con seggi insufficienti per formare un gruppo parlamentare ufficiale, hanno segnato un periodo di crisi per il Blocco. Negli anni 2010 il partito si è trovato ad affrontare problemi finanziari e tensioni tra le correnti interne. L'instabilità e le lotte tra fazioni hanno causato diversi cambi di capipartito.
Alle elezioni del 2019 il BQ è tornato ad imporsi sulla politica canadese, ottenendo 32 seggi e risultando quindi la terza forza parlamentare dietro a liberali e conservatori. Alle federali del 2021 il partito è rimasto stabile con 32 seggi.
Alle federali del 2025 il partito è calato a 22 seggi, in un'elezione spiccatamente bipartitica in cui tutti i partiti minori hanno subito perdite. Il Blocco ha comunque confermato la sua posizione come terzo gruppo parlamentare.

## Ideologia
Il Blocco promuove la sovranità del Québec con un'ottica nazionalista. Ha sostenuto il referendum per l'indipendenza del 1995.
Il partito è contrario alla monarchia costituzionale del Paese, ed è favorevole alla rottura dei legami con l'istituzione monarchica britannica.